# Dennis Robertson

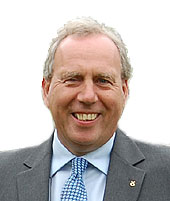
Dennis Robertson

Dennis Robertson (* 14. August 1956 in Aberdeen) ist ein schottischer Politiker und Mitglied der Scottish National Party (SNP).

## Leben
Seit seinem elften Lebensjahr ist Robertson blind. Er besuchte die Royal Blind School in Edinburgh und ließ sich am Langside College im sozialen Bereich ausbilden. Zwischen 1979 und 1988 war er als Sozialarbeiter in Greenock tätig und arbeitete dann bei der Vereinigung Guide Dogs for the Blind in Forfar. Ab 2005 war er für die gemeinnützige Behindertenhilfsorganisation North East Sensory Services tätig. Sein sechster Blindenhund heißt Mr. Q.

## Politischer Werdegang
Erstmals trat Robertson bei den Schottischen Parlamentswahlen 2007 zu Wahlen auf nationaler Ebene an. In seinem Wahlkreis West Aberdeenshire and Kincardine erhielt er die zweithöchste Stimmenanzahl hinter dem Liberaldemokraten Mike Rumbles und verpasste damit den Einzug in das Schottische Parlament. Er konnte jedoch den Stimmenanteil der SNP um 12,1 % erhöhen. Im Zuge der Wahlkreisreform 2011 wurde der Wahlkreis West Aberdeenshire and Kincardine aufgelöst und weitgehend durch den neugeschaffenen Wahlkreis Aberdeenshire West ersetzt, um dessen Mandat sich Robertson bei den Schottischen Parlamentswahlen 2011 bewarb. Während des Wahlkampfs verstarb seine 19-jährige Tochter an den Folgen von Magersucht, worin sein späteres Engagement zur Aufklärung über Essstörungen begründet liegt. Robertson errang des Direktmandat von Aberdeenshire West im deutlichen Vorsprung vor Rumbles und zog in der Folge erstmals ins Schottische Parlament ein. Robertson ist der erste blinde Abgeordnete Schottlands.